# Италиански фашизъм
Италиански фашизъм се отнася до авторитарен, националистически Fascismo политика, чрез която министър-председателят Бенито Мусолини управлява Кралство Италия от 1922 до 1943 г.
Мусолини създава фашисткото движение на 23 март 1919 г. на заседание на миланския площад „Сан Сеполкро“. Сред учредителите му са революционните синдикални водачи Агостино Ланцило и Микеле Бианки.
След войната остатъците от италианския фашизъм са прегрупирани под знамето на неофашисткото „Италианско социално движение“ (МСИ). През 1995 г. МСИ се слива с консервативните бивши християндемократи, образувайки „Националния алианс“ (АН), който се обявява за верен на конституционализма, парламентаризма и политическия плурализъм.
Италия на Мусолини след 31 октомври 1926 г. представлява йерархично централизирана тоталитарна държава със своя корпоративна система. Установява се еднопартийна система, т.е. държавата и обществото са ръководени само от Национална фашистка партия и нейните органи. Към партията са прикрепени всички обществени организации, партийната милиция, синдикатите, както и съдебната система. През декември 1928 г. създават Голям фашистки съвет (ГФС). Той е обявен за върховен държавен орган. Правителството администрира и изпълнява решенията му, а Камарата ги узаконява.
Характерна особеност за италианския фашизъм и изградената от него държава е корпоративната система. Тя се основава на т.нар. „корпорации“ – обединения на работници и работодатели от даден отрасъл, които делегират свои представители в Корпоративната камара. На практика начело на всяка корпоративна структура стои представител на НФП. Така се създава маската, под която се крие тоталният партиен контрол.
НФП се стреми да стигне до съзнанието на хората и да ги ангажира всекидневно със своята идеология и цели. Фашизмът трябва да присъства в този живот и по време на труд, и по време на почивка.

## История
Въпреки че е между страните победителки в Първата световна война, Италия не постига очакваните си цели, което предизвиква недоволство и чувство за несправедливост у италианците. Това заедно с тежката икономическа ситуация в периода веднага след войната довежда на власт през 1922 г. Бенито Мусолини. Неговата Национална фашистка партия в крайна сметка заема всички места в парламента и Италия става първата държава в света с изцяло фашистко управление. То се характеризира с налагането на корпоративен икономически модел и провежда антикомунистическа и милитаристична политика. За разлика от комунизма в СССР и по-късно появилия се националсоциализъм в Германия фашистката идеология е открито тоталитарна и тази нейна черта е записана в „Доктрината на фашизма“. По-голямата част от средствата за производство са национализирани, но частната стопанска дейност не е елиминирана или забранена. Наложена е пълна цензура върху всички медии, макар да не са организирани активни преследвания срещу интелигенцията. Създадена е Национална доброволческа милиция, т.нар. „Черни ризи“, която да следи дейността на противниците на режима. Италия се превръща в полицейска държава. Част от пропагандата на фашизма става сравняването на Италия с Древен Рим и популяризирането на италианската култура, отхвърляйки каквото и да било чуждо влияние вътре в страната. Мусолини също започва активна борба с всички видове престъпност, като в резултат на нея за известен период от време мафията загубва голяма част от влиянието си в Сицилия и южните провинции, но част от босовете ѝ успяват да избягат и намират убежище в САЩ. През 1936 г. италианската армия окупира Абисиния като част от т.нар. Италианска империя. През 1939 г. е анексирана и Албания. Италия сключва специален военен съюз с Нацистка Германия – т.нар. Стоманен пакт, прераснал с присъединяването към него на Япония в Тристранен пакт (страните от Оста). За да поддържа добрите отношения с Германия, през 1938 г. Мусолини прокарва т.нар. „расови закони“ – политика на драстично ограничаване на гражданските права на определени етнически групи (въпреки че той самият не подкрепя антисемитизма).
На 10 юни 1940 г. Бенито Мусолини обявява война на де факто капитулиралата Франция, с което Италия влиза във Втората световна война. Негативното за държавите от Оста нейно развитие (в това число – пораженията на северноафриканския фронт) водят до свалянето на фашисткия диктатор Мусолини и ареста му по заповед на крал Виктор Емануил III и назначаването на ново правителство начело с маршал Пиетро Бадолио. То, след тайни преговори с антихитлеристката коалиция, постига излизане на страната от Оста и прекратяване на военните действия със Съюзниците, което е обявено от маршал Бадолио на 8 септември 1943 г. и е останало в италианската история под името „Примирието“. Правителството постига договореност с антифашистките партии да бъдат включени в правителството и пак с тях да създаде Единен национален фронт за освобождение на страната под името Национален комитет за освобождение на Италия. В същия период от време обаче Северна и Централна Италия са окупирани от германски войски, включително Рим, а крал Виктор Емануил III и Бадолио заедно с правителството и върховното командване на въоръжените сили се изтеглят през Пескара на италиански бойни кораби в Бриндизи (контролиран по това време от англо-американските войски), където до освобождението на Рим през юни 1944 г. се установява временната столица на Кралство Италия. На 13 октомври 1943 г. по решение на правителството на маршал Бадолио, Италия обявява война на Нацистка Германия, като страната официално застава на страната на антихитлеристката коалиция, главните страни от която – СССР, САЩ и Великобритания признават същия ден на Италия статут на съвместно воюваща държава. Междувременно още през септември 1943 г. италианските войски започват активни военни действия срещу германската армия както на италианска територия, така и с частичен успех, а на някои места без успех – на териториите, дотогава окупирани от Италия – Югославия, Албания, Гърция и Франция.
В северната част от Италия, окупирана от германските войски и като сателит на Нацистка Германия, под ръководството на Мусолини, освободен на 12 септември 1943 г. от затвора след въздушна акция на германските СС войски начело с щурмбанфюрера Ото Скорцени е формирана т.нар. Република Салò, като на нейната територия продължава дейността си италианското партизанско движение. В същото време правителството на Бадолио договаря с антифашистките партии системата на бъдещото управление на страната, като се достига до споразумение след освобождението на Рим крал Виктор Емануил III да предаде правомощията си на сина си Умберто, а въпросът за формата на управление на страната да остане за решаване след края на войната. През декември 1943 г. американските войски заедно с италианската Първа моторизирана бойна група, командвана от генерал Виченцо Дапино, нанасят поражение на германската армия в битката за Монте Лунго на север от Неапол, а през януари-май 1944 г. английски, американски, френски и полски военни части заедно с формирания Италиански корпус за освобожение, командван от генерал Умберто Утили, пробиват германската защитна Линия „Густав“ при Филотрано и Монте Касино и впоследствие на 4 юни 1944 г. освобождават Рим. В резултат на освобождението на столицата правителството на Пиетро Бадолио подава оставка и предава властта на правителството на социалиста Иваное Бономи, а съгласно договореностите с антифашистките партии от Националния комитет за освобождение на Италия кралят Виктор Емануил III предава властта на сина си Умберто II. Северната част на Италия обаче продължава да е под германска окупация. През септември 1944 г. правителството на Бономи увеличава италианските войски на фронта, организирайки ги в шест италиански дивизии, които носят името Бойни армейски групи и заедно с англо-американските войски започват бойни действия срещу германците, окопали се за отбрана по т.нар. Готска линия. През февруари-април 1945 г. съюзниците, в това число италианската армия, осъществяват успешни настъпателни операции срещу германските войски, като Готската линия е пробита в началото на април 1945 г. До края на месеца Северна Италия е освободена от германска окупация. На тази територия силни удари по врага нанася и италианското партизанско движение, изтласквайки германците и войските на Република Сало от Милано и създавайки редица партизански републики. В самия край на Втората световна война – през пролетта на 1945 г., при опита си да избяга в Швейцария, Мусолини е заловен от група италиански партизани начело с Валтер Аудизио, известен с псевдонима си „полковник Валерио“, и след присъда, издадена от Националния комитет за освобождение на Италия в присъствието на представител на италианската армия в лицето на алпийския капитан Давиде Барбиери, той е разстрелян, което слага окончателен край на фашисткото управление.